# Kościół bł. Marii Teresy Ledóchowskiej w Muszynie
Kościół błogosławionej Marii Teresy Ledóchowskiej w Muszynie – rzymskokatolicki kościół parafialny należący do parafii pod tym samym wezwaniem (dekanat Krynica-Zdrój diecezji tarnowskiej).
Jest to świątynia wzniesiona w latach 1982-1995 według projektu architekta Sławomira Grzelli. Kamień węgielny, poświęcony przez Ojca Świętego Jana Pawła II w dniu 22 czerwca 1983 roku w Krakowie, został wmurowany w dniu 3 lipca 1983 roku przez biskupa Jerzego Ablewicza. Kościół został poświęcony w dniu 21 października 1984 roku pod przewodnictwem biskupa Józefa Gucwy, który także w dniu 2 lipca 1995 roku wmurował w ołtarz święte relikwie. Świątynia została konsekrowana w dniu 4 września 2004 roku pod przewodnictwem biskupa Wiktora Skworca. Wystrój wnętrza, ołtarz chrzcielnica, ściana ołtarzowa w mozaice oraz witraże to projekt i wykonanie Józefa Furdyny.